# Stensjö, Katrineholm

Stensjö är en by i Stora Malm socken, Katrineholms kommun.
Byn omtalas i skriftliga handlingar första gången 1371. Omfattade 3 mantal och lydde under Ericsberg. Under 1700-talet blev Stensjö Oppunda härads huvudort genom sin placering vid landsvägen mellan Nyköping och Vingåker och häradstinget kom att förläggas till gästgiveriet här. 1764 uppfördes ett tingshus och fler verksamheter samlades hit. Vid mitten av 1800-talet fanns här marknadsplats, sparbank, apotek, lanthandel, bränneri, barnmorska och fjärdingsman. I början av 1880-talet flyttades tingsstället och banken till Katrineholm. Gästgiveriet och skjutsstationen upphörde på 1920-talet. 
Idag finns ännu tingshuset från 1764 samt gästgiveriet från 1796, liksom hållstallet från 1798 bevarat, liksom bränneriet.